# Thick as Thieves (The Temper Trap)
Thick as Thieves è il terzo album in studio del gruppo indie rock australiano The Temper Trap, pubblicato nel 2016.

## Tracce
1. Thick as Thieves – 3:53
2. So Much Sky – 4:28
3. Burn – 3:29
4. Lost – 4:32
5. Fall Together – 3:20
6. Alive – 3:34
7. Riverina – 3:35
8. Summer's Almost Gone – 5:08
9. Tombstone – 4:16
10. What If I'm Wrong – 4:54
11. Ordinary World – 3:52

## Formazione
- Toby Dundas – batteria, percussioni
- Dougy Mandagi – voce, chitarra
- Jonathon Aherne – basso
- Joseph Greer – tastiera, chitarra